# 宇宙速度

A: 跌落地球<7.9 km/s
B: 跌落地球
C: 圓周運動 = 7.9 km/s
D: 椭圆轨道
E: 逃逸 > 11.2 km/s

宇宙速度（英語：cosmic velocity），是指物體從地球出發，要脫離天體重力場的四個較有代表性的初始速度的統稱。
航天器按其任務的不同，需要達到這四個宇宙速度的其中一個。例如人類第一個發射成功的星際探測器月球1号就需要達到第二宇宙速度，才能擺脫地球重力。而旅行者2号則需要達到第三宇宙速度，才能離開太陽系。

宇宙速度的概念也可应用于在其他天体發射航天器的情況。例如计算火星的环绕速度和逃逸速度，只需要将火星的质量、半径代入公式中即可。

## 逃逸速度
逃逸速度（escape velocity）是指一物體的動能等於該物體的重力勢能的大小時的該物體的速率。逃逸速度一般描述為擺脫一重力場的引力束縛飛離那重力場所需的最低速率。对于「第一宇宙速度」和「第二宇宙速度」来说，「逃逸速度」這一用語可以認為是用詞不當，因為它實際上是速率，而不是速度，亦即是說，它表示該物體必須運動得多快，卻與運動方向無關，除了不是移向那重力場。更術語地說，逃逸速度是純量，而非向量。
逃逸速度的公式如下：
{\displaystyle v_{e}={\sqrt {\frac {2GM}{r}}}={\sqrt {\frac {2\mu }{r}}}={\sqrt {2gr\,}}}
其中的{\displaystyle v_{e}}是重心逃逸速度、{\displaystyle G}是万有引力常数，{\displaystyle M}是擺脫對象的質量，{\displaystyle r}是擺脫對象質心與逃逸物位置的距離，{\displaystyle g}是在該位置的重力加速度，而{\displaystyle {\mu }}則是標準重力參數。
在某一特定高度上的逃逸速度是同一高度上公轉速度的{\displaystyle {\sqrt {2}}}倍。這對應著一個事實，即物體的勢能是其動能的負2倍，例如在太陽上的勢能和動能總和必須至少是零，才能達到逃逸速度。物體要達到绕地球飞行作圆周运动的速度被稱為第一宇宙速度，而地球的逃逸速度則被稱為第二宇宙速度。
逃逸速度的公式在加入常数後，會變成下列公式：
{\displaystyle v_{e}\approx 2.364\times 10^{-5}r{\sqrt {\rho }}.\,}
其中{\displaystyle \rho }是星体的密度。

## 第一宇宙速度
第一宇宙速度（英語：first cosmic velocity），又稱為環繞速度，是指在地球上发射的物体绕地球飞行作圆周运动所需的最小初始速度。要作圓周運動，必须始终有一个力作用在航天器上。其大小等于该航天器运行线速度的平方乘以其质量再除以公转半径，即{\displaystyle F={\frac {mv^{2}}{R}}}，其中{\displaystyle {\frac {v^{2}}{R}}}是物體作圓周運動的向心加速度。在这里，正好可以利用地球的引力，在合適的軌道半徑和速度下，地球对物体的引力，正好等於物体作圓周運動的向心力。第一宇宙速度的计算公式是：
{\displaystyle G{\frac {Mm}{R^{2}}}=m{\frac {v_{1}^{2}}{R}}}
{\displaystyle v_{1}={\sqrt {\frac {GM}{R}}}=7.9} km/s
或者：
{\displaystyle mg=m{\frac {v_{1}^{2}}{R}}}
{\displaystyle v_{1}={\sqrt {gR}}=7.9} km/s
由於地球表面存在稠密的大氣層，航天器受空氣阻力影響，不可能貼近地球表面作圓周運動，必須在約150公里的飛行高度上才能作圓周運動（在這高度的僅餘空氣阻力大致略去不計）。在此高度的環繞速度為7.9公里/秒。

## 第二宇宙速度

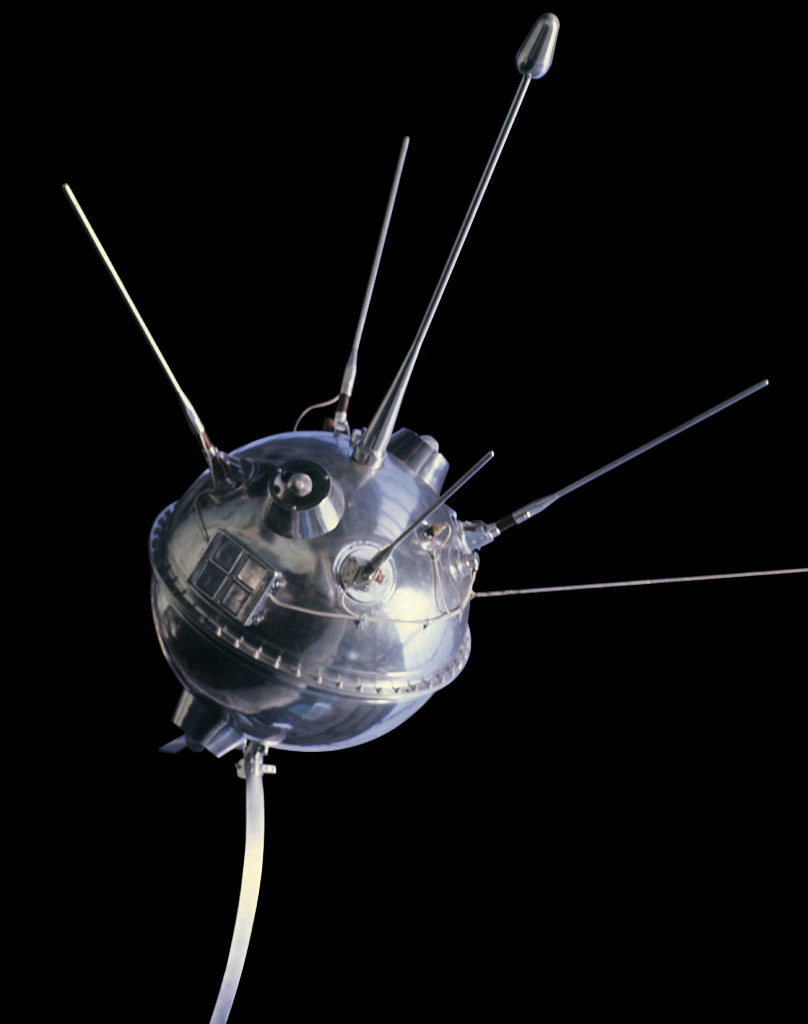
月球1號是首個達到第二宇宙速度的太空探測器

第二宇宙速度（英語：second cosmic velocity），就是地球的“脱离速度”或者“逃逸速度”，是指在地球上发射的物体摆脱地球引力束缚，飞离地球所需的最小初始速度。将无穷远处的物体的势能记为0，则距离地心为{\displaystyle r}的地方，势能为 {\displaystyle -{\frac {GMm}{r}}},那么在地表的待发射的物体势能为 {\displaystyle -{\frac {GMm}{R}}}。若要脱离地球的引力圈（即逃离地球），相当于要给该物体一定的动能来抵消它在地球表面的重力势能 {\displaystyle -{\frac {GMm}{R}}}，恰好完全抵消时，即是逃离地球所需最小的速度（如下式）。
{\displaystyle {\frac {1}{2}}mv_{2}^{2}-{\frac {GMm}{R}}=0}
{\displaystyle v_{2}={\sqrt {\frac {2GM}{R}}}={\sqrt {2gR}}=11.2} km/s
此外，也可以从能量守恒的角度来解释上式：物体恰好逃离地球时速度为0，逃离地球后最终它会到达离地球无限远处，因此有上式的动能和势能之和为0。换句话说，假设太空船的飞行没有阻力，那么只要它在初始时刻达到第二宇宙速度，那么就能保证它能够逃离地球并最终到达离地球无限远处，在初始时刻之后并不需要继续提供能量。
然而，地球表面有稠密的大氣層，太空船飞行有阻力，并且難以达到這樣高的初始速度起飛。實際上，太空船是先離開大氣層，再加速完成脫離的（例如先抵達近地軌道，再在該軌道加速）。在這高度下，太空船的脫離速度較小，約為10.9公里/秒。实际上太空船發射中的飞行速度远比计算值要低得多，太空船尾部的喷射器持续地给予向上的推力分力
，而这个力只要大于地球对太空船所施加的吸引力，即Δ>0，太空船就能脱离（或者說遠離）地球的引力场。因此亦有人認為，只要向上分力持續大於太空船重量，便可以相較微小許多的初速脱离地球的引力场，然而所花時間的加長，使得這在實際情形中並不佔優勢。

## 第三宇宙速度
第三宇宙速度（英語：third cosmic velocity），是指在地球上发射的物体摆脱太阳引力束缚，飞出太阳系所需的最小初始速度。本來，在地球軌道上，要脫離太陽引力所需的初始速度為42.1公里/秒，但地球繞太陽公轉時令地面所有物體已具有29.8公里/秒的初始速度，故此若沿地球公轉方向發射，只需在脫離地球引力以外額外再加上適當的動能。即物體所需的總動能為：
{\displaystyle {\frac {1}{2}}mv_{3}^{2}={\frac {1}{2}}mv_{2}^{2}+{\frac {1}{2}}m\Delta v^{2}}
由此得知所需速度為
{\displaystyle v_{3}={\sqrt {11.2^{2}+12.3^{2}}}=16.7} km/s

## 第四宇宙速度
第四宇宙速度（英語：fourth cosmic velocity），是指在地球上发射的物体摆脱銀河系引力束缚，飞出銀河系所需的最小初始速度。但由於人們尚未知道銀河系的準確大小與質量，因此只能粗略估算，其數值在525公里/秒以上。而實際上，仍然沒有航天器能夠達到這個速度。

## 數據表
| 位置     | 擺脫對象   | {\displaystyle v_{e}} |  | 位置       | 擺脫對象 | {\displaystyle v_{e}} |
| 太陽     | 太陽引力   | 617.7 km/s            |  |            |          |                       |
| 水星     | 水星引力   | 4.3 km/s              |  | 水星       | 太陽引力 | 67.7 km/s             |
| 金星     | 金星引力   | 10.3 km/s             |  | 金星       | 太陽引力 | 49.5 km/s             |
| 地球     | 地球引力   | 11.2 km/s             |  | 地球／月球 | 太陽引力 | 42.1 km/s             |
| 月球     | 月球引力   | 2.4 km/s              |  | 月球       | 地球引力 | 1.4 km/s              |
| 火星     | 火星引力   | 5.0 km/s              |  | 火星       | 太陽引力 | 34.1 km/s             |
| 木星     | 木星引力   | 59.5 km/s             |  | 木星       | 太陽引力 | 18.5 km/s             |
| 土星     | 土星引力   | 35.6 km/s             |  | 土星       | 太陽引力 | 13.6 km/s             |
| 天王星   | 天王星引力 | 21.2 km/s             |  | 天王星     | 太陽引力 | 9.6 km/s              |
| 海王星   | 海王星引力 | 23.6 km/s             |  | 海王星     | 太陽引力 | 7.7 km/s              |
| 銀河系   | 銀河系引力 | ≥ 525 km/s            |  |            |          |                       |
| 事件視界 | 黑洞引力   | >299,792.5 km/s       |  |            |          |                       |

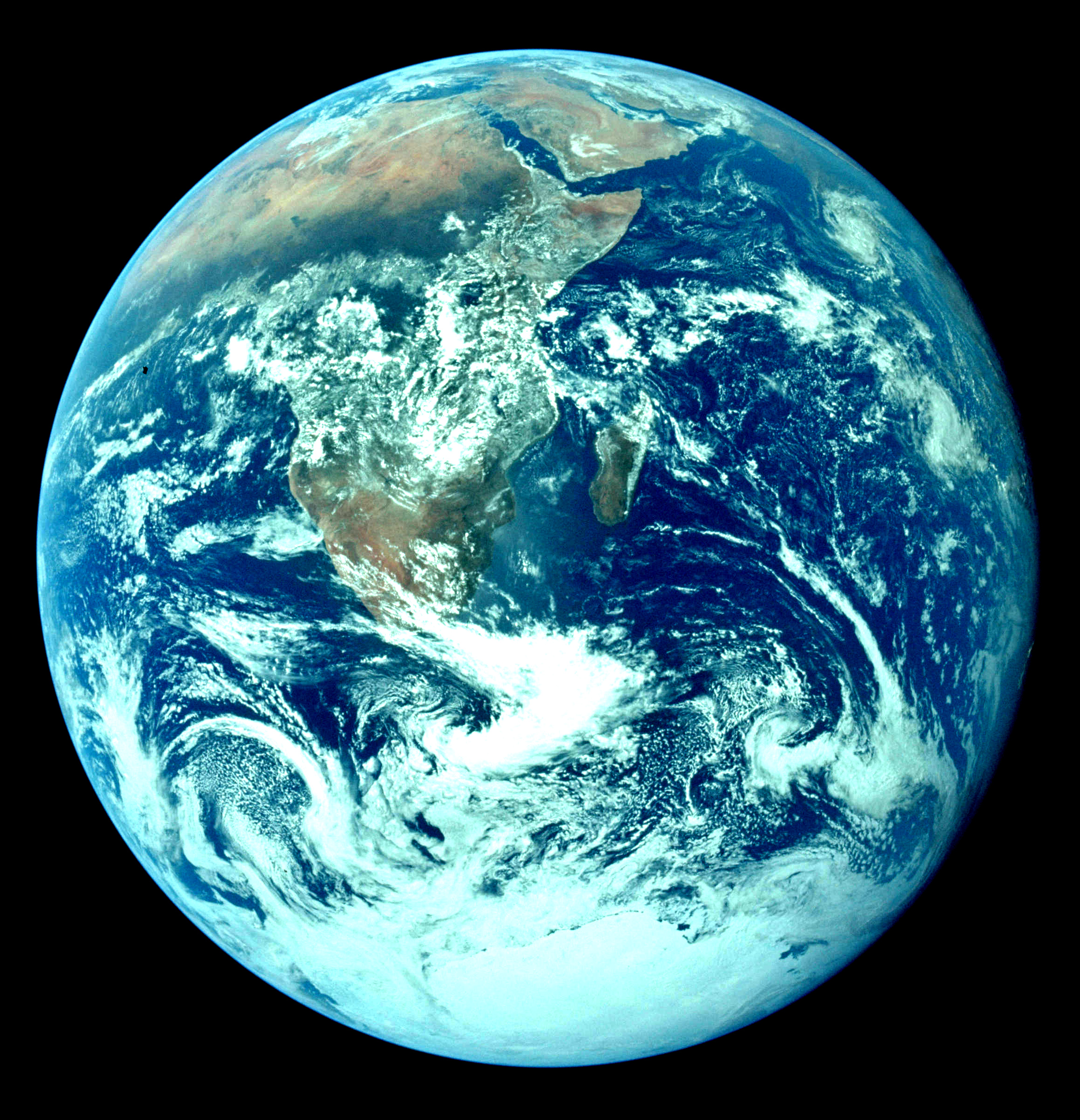
離開地球的最低速度為11.2 km/s（約為40,320 km/h或25,000 mph）。但是，在地球軌道上，離開太陽系的最低速度卻是42.1 km/s 。

因為地球擁有大氣層，所以在地表上想達到地球的逃逸速度，即11.2 km/s（40,320 km/h），必須額外要考慮氣動加熱和大氣阻力的問題。因此，太空船是以逃逸軌道的方式離開地球。它們會先到達近地轨道（160–2,000 km），然後加速至接近地球的逃逸速度：約10.9 km/s。儘管這裡仍然有速度變化，但因為其本身的速度已達8 km/s（28,800 km/h），所以其速度變化已被大大地減低了。

## 外部連結
- 逃逸速度計算器（页面存档备份，存于）